# Bướm Atlantic
Bướm Atlantic cũng gọi là bướm lam Atlas (atlas blue butterfly), có danh pháp hai phần là Polyommatus atlantica, đôi khi cũng gọi là Polyommatus atlanticus, thuộc họ Lycaenidae. Loài này được Henry John Elwes mô tả đầu tiên vào năm 1905. Nó được tìm thấy ở Bắc Phi. Ấu trùng ăn Anthyllis vulneraria.
Loài này được chú ý vì là loài động vật đa bào có số lượng nhiễm sắc thể lớn nhất trong nhóm sinh vật nhân thực không đa bội với 2n = 448 - 452. Ngoài ra, loài có tên trong sách đỏ IUCN.

## Hình thái
Đây là một loài bướm nhỏ, có tính chất lưỡng hình giới tính: cá thể đực có màu xanh lam nhiều hơn với viền xám ở phía trước và một đường sẫm ở phía sau; cá thể cái có màu nâu nhạt, được tô điểm bằng các chấm màu cam và có một chấm đen ở chân sau.
Mặt trái của cánh (phần nhìn thấy khi chúng gấp cánh) có màu đất nhạt, tô điểm bằng các chấm đen khoanh trắng và viền ngoài màu cam.

## Các loài phụ
Danh sách:
- Polyommatus atlantica weissi (Morocco: Cao Atlas)
- Polyommatus atlantica weissi (Dujardin, 1977) (Morocco: Trung Atlas)
- Polyommatus atlantica barraguei Dujardin, 1977 (Algeria: Djurdjura, dãy núi Aures)

## Đặc điểm di truyền
- Nhiều nhà nghiên cứu đã cho rằng loài này là thể đa bội. Tuy nhiên, gần đây đã có tác giả chứng minh rằng Polyommatus atlanticus là loài lưỡng bội, ước tính số lượng nhiễm sắc thể lưỡng bội là 2n = 448 - 452.
- Xu hướng và cơ chế tạo ra bộ nhiễm sắc thể nhiều như vậy vẫn còn là vấn đề được thảo luận gay gắt suốt từ năm 1994 đến 2015 chưa thống nhất hoàn toàn. Những thay đổi này được cho là do lai bất dục lai hoặc do cơ chế tái tổ hợp bị triệt tiêu (Faria và Navarro 2010), kết hợp với cơ chế duy trì cách ly sau hợp tử giữa các loài đã được thiết lập tốt và bảo vệ các dòng lai khỏi sự hợp nhất (Kandul et al. 2007). Thay đổi số lượng nhiễm sắc thể dẫn đến thay đổi các nhóm liên kết và do đó ảnh hưởng đến tỷ lệ tái tổ hợp giảm phân (Dumont và Payseur 2011). Bộ nhiễm sắc thể lưỡng bội ở cá thể đực không điển hình như ở cá thể cái, có thể do không tiếp hợp.[5]